# Brčići (Poreč)
Brčići is een plaats in de gemeente Poreč in de Kroatische provincie Istrië. De plaats telt 165 inwoners (2001).